# خان غلشن
خان غلشن (بالفارسية: کاروانسرای گلشن) هو خان تاريخي يعود إلى عصر القاجاريون، ويقع في كرمان.